# Matt Williams
Matthew Derrick Williams (nascido em 28 de novembro de 1965), apelidado de "Matt the Bat" e "The Big Marine" é um ex-jogador 
profissional de beisebol que atuou como terceira base. Rebatedor destro, Williams jogou na Major League Baseball (MLB) pelo San Francisco Giants, Cleveland Indians e Arizona Diamondbacks. Foi também treinador do Washington Nationals entre 2014 e  2015.
Williams jogou na World Series por cada uma destas equipes: 1989 com os Giants, 1997 com os Indians e 2001 com os Diamondbacks na qual venceu o  New York Yankees). Durante estes anos, Williams se tornou o único jogador a rebater ao menos um home run na World Series por três equipes diferentes da Major League. Durante sua carreira, Williams obteve um aproveitamento ao bastão de 26,8%, com 378 home runs e 1218 RBIs. Anotou 997 corridas e acumulou 1878 rebatidas, 338 duplas e 35 triplas em 1866 jogos de temporada regular.